# Mordehajs Dubins
Mordechaj Dubin (łot. Mordehajs Dubins; ur. 1889 w Rydze, zm. 1956 w Tule) – łotewski działacz społeczny i polityk żydowskiego pochodzenia, wieloletni parlamentarzysta oraz rabin Rygi i całej Łotwy. 

## Życiorys
W 1920 wybrano go do Sejmu Ustawodawczego Łotwy. W latach 1922–1934 sprawował mandat posła na Sejm I, II, III i IV kadencji z ramienia partii Agudat Izrael z okręgu Ryga. 
Był zapalonym społecznikiem. Zasłużył się nakłonieniem władz sowieckich do zwolnienia z więzienia rabina lubawickiego Schneersohna. W 1935 udało mu się uzyskać pozwolenie prezydenta Ulmanisa na sprowadzenie do Rygi około 150 uciekinierów z III Rzeszy, których rozmieszczono w dzielnicy Katlakalns. 
Był głównym rabinem Rygi i Łotwy od 1920. Godność tę sprawował również po zajęciu kraju przez wojska radzieckie w 1940 i 1944. W 1940 zesłano go na Sybir, z którego wrócił do kraju w 1946, jednak po trzech latach znów był aresztowany i umieszczony w więzieniu w Tule, gdzie zmarł.